# Jo, Daniel Blake
Jo, Daniel Blake (títol original, I, Daniel Blake) és una pel·lícula del director britànic Ken Loach. Fou estrenada el 2016 al Festival de Cinema de Canes, sent coronada amb la Palma d'Or. El guionista, Paul Laverty, és un col·laborador habitual de Loach. S'ha doblat i subtitulat al català.

## Argument
Daniel Blake, un fuster de Newcastle-on-Tyne de 59 anys, acaba de patir un infart. Seguint el consell de la seva doctora, que li recomana d'abandonar la seva feina, Daniel és incapaç de trobar un nou treball. Mentre demana assistència pública a l'administració coneix a Katie, una mare soltera que ha sigut sancionada per l'agència de col·locació i no arriba a poder alimentar als seus fills. Junts, intenten trobar una sortida a la seva precària situació. Mentre que Daniel no perd l'esperança d'obtenir una renda per invalidesa, Katie accepta tota mena treballs en negre.
Un dia, Katie és enxampada robant compreses al supermercat però el director la deixa marxar. Quan de nou no arriba a final de mes, es veu obligada a prostituir-se en un bordell, fet que Daniel li retreu però que ella justifica degut a la necessitat de mantenir els seus fills. Daniel, de mentre, es baralla amb la burocràcia administrativa per tal d'obtenir la renda per invalidesa però no obté cap resposta i es veu obligat a posar-se a vendre el mobiliari de la seva casa per tal de pagar les factures. Després que l'oficina de col·locació li doni llargues de nou, Daniel deixa escrit a la paret el seu número de telèfon amb un esprai, exigint una resposta per part de l'administració. Els vianants aplaudeixen la seva acció però la policia el ve a detenir.
Finalment, arriba el dia en que Daniel és citat per l'administració per decidir sobre el seu cas. Daniel s'ha preparat prèviament l'entrevista i es dirigeix a l'oficina acompanyat de Katie. Això no obstant, l'entrevista no arriba a tenir lloc perquè Daniel no sobreviu a un segon infart que el sorprèn quan és al lavabo.
A l'enterrament, Katie llegeix la nota que Daniel s'havia preparat per la seva cita amb l'administració: ell no és cap aprofitat, cap "expedient" i cap número de la seguretat social. Ha pagat tota la seva vida impostos i se'n sent orgullós. Tot el que demana és ser tractat com un ésser humà.

## Repartiment
| Intèrpret        | Personatge    |
| ---------------- | ------------- |
| Dave Johns       | Daniel Blake  |
| Hayley Squires   | Katie         |
| Micky McGregor   | Ivan          |
| Stephen Campbell | "Removal Man" |

## Palmarès
| Llista de premis i nominacions                    | Llista de premis i nominacions | Llista de premis i nominacions             | Llista de premis i nominacions            | Llista de premis i nominacions | Llista de premis i nominacions |
| Premi                                             | Data de la cerimònia           | Categoria                                  | Receptor/s                                | Resultat                       | Ref(s)                         |
| ------------------------------------------------- | ------------------------------ | ------------------------------------------ | ----------------------------------------- | ------------------------------ | ------------------------------ |
| Premi BAFTA                                       | 12 de febrer de 2017           | Millor pel·lícula                          | Rebecca O'Brien                           | Nominat                        | [ 3 ]                          |
| Premi BAFTA                                       | 12 de febrer de 2017           | Millor actriu secundària                   | Hayley Squires                            | Nominat                        | [ 3 ]                          |
| Premi BAFTA                                       | 12 de febrer de 2017           | Millor direcció                            | Ken Loach                                 | Nominat                        | [ 3 ]                          |
| Premi BAFTA                                       | 12 de febrer de 2017           | Millor guió                                | Paul Laverty                              | Nominat                        | [ 3 ]                          |
| Premi BAFTA                                       | 12 de febrer de 2017           | Millor pel·lícula britànica                | Paul Laverty, Ken Loach i Rebecca O'Brien | Guanyador                      | [ 3 ]                          |
| Premis British Independent Film                   | 4 de desembre de 2016          | Millor pel·lícula independent britànica    | Jo, Daniel Blake                          | Nominat                        | [ 4 ]                          |
| Premis British Independent Film                   | 4 de desembre de 2016          | Millor director                            | Ken Loach                                 | Nominat                        | [ 4 ]                          |
| Premis British Independent Film                   | 4 de desembre de 2016          | Millor actor                               | Dave Johns                                | Guanyador                      | [ 4 ]                          |
| Premis British Independent Film                   | 4 de desembre de 2016          | Millor actriu                              | Hayley Squires                            | Nominat                        | [ 4 ]                          |
| Premis British Independent Film                   | 4 de desembre de 2016          | Millor actor/actriu revelació              | Dave Johns                                | Nominat                        | [ 4 ]                          |
| Premis British Independent Film                   | 4 de desembre de 2016          | Millor actor/actriu revelació              | Hayley Squires                            | Guanyador                      | [ 4 ]                          |
| Premis British Independent Film                   | 4 de desembre de 2016          | Millor guió                                | Paul Laverty                              | Nominat                        | [ 4 ]                          |
| Festival de Cinema de Canes                       | 22 de maig de 2016             | Palma d'Or                                 | Ken Loach                                 | Guanyador                      | [ 5 ]                          |
| Festival de Cinema de Canes                       | 22 de maig de 2016             | Palm Dog Award                             | Ken Loach                                 | Guanyador                      | [ 5 ]                          |
| Denver Film Festival                              | 14 de novembre de 2016         | Premi especial de jurat a la millor actriu | Hayley Squires                            | Guanyador                      | [ 6 ]                          |
| Premis del Cinema Europeu                         | 10 de desembre de 2016         | Millor pel·lícula                          | Jo, Daniel Blake                          | Nominat                        | [ 7 ]                          |
| Premis del Cinema Europeu                         | 10 de desembre de 2016         | Millor director                            | Ken Loach                                 | Nominat                        | [ 7 ]                          |
| Premis del Cinema Europeu                         | 10 de desembre de 2016         | Millor actor                               | Dave Johns                                | Nominat                        | [ 7 ]                          |
| Premis del Cinema Europeu                         | 10 de desembre de 2016         | Millor guió                                | Paul Laverty                              | Nominat                        | [ 7 ]                          |
| Evening Standard British Film Awards              | 8 de desembre de 2016          | Millor pel·lícula                          | I, Daniel Blake                           | Guanyador                      | [ 8 ] [ 9 ]                    |
| Evening Standard British Film Awards              | 8 de desembre de 2016          | Millor actor                               | Dave Johns                                | Nominat                        | [ 8 ] [ 9 ]                    |
| Evening Standard British Film Awards              | 8 de desembre de 2016          | Millor actriu secundària                   | Hayley Squires                            | Guanyador                      | [ 8 ] [ 9 ]                    |
| Evening Standard British Film Awards              | 8 de desembre de 2016          | Millor guió                                | Paul Laverty                              | Nominat                        | [ 8 ] [ 9 ]                    |
| Evening Standard British Film Awards              | 8 de desembre de 2016          | Millor escena                              | Jo, Daniel Blake                          | Guanyador                      | [ 8 ] [ 9 ]                    |
| Golden Tomato Awards                              | 12 de gener de 2017            | Millor pel·lícula britànica de 2016        | Jo, Daniel Blake                          | 3r lloc                        | [ 10 ]                         |
| Locarno International Film Festival               | 13 d'agost de 2016             | Premi del públic                           | Ken Loach                                 | Guanyador                      | [ 11 ]                         |
| London Film Critics' Circle                       | 22 de gener de 2017            | Millor pel·lícula de l'any                 | I, Daniel Blake                           | Nominat                        | [ 12 ]                         |
| London Film Critics' Circle                       | 22 de gener de 2017            | Millor pel·lícula britànica/irlandesa      | Jo, Daniel Blake                          | Guanyador                      | [ 12 ]                         |
| London Film Critics' Circle                       | 22 de gener de 2017            | Millor actor britànic/irlandès             | Dave Johns                                | Nominat                        | [ 12 ]                         |
| London Film Critics' Circle                       | 22 de gener de 2017            | Millor actriu britànica/irlandesa          | Hayley Squires                            | Nominat                        | [ 12 ]                         |
| New York Film Critics Online                      | 11 de desembre de 2016         | Top 12 Films                               | Jo, Daniel Blake                          | Guanyador                      | [ 13 ]                         |
| Festival Internacional de Cinema de Sant Sebastià | 24 de setembre de 2016         | Premi del públic a la millor pel·lícula    | Ken Loach                                 | Guanyador                      | [ 14 ]                         |
| Festival Internacional de Cinema d'Estocolm       | 20 de novembre de 2016         | Premi del pública a la millor pel·lícula   | Ken Loach                                 | Guanyador                      | [ 15 ]                         |
| Festival Internacional de Cinema de Vancouver     | 14 d'octubre de 2016           | Millor pel·lícula                          | Ken Loach                                 | Guanyador                      | [ 16 ] [ 17 ]                  |